# Eva Menasse
Pour les articles homonymes, voir Menasse.
Eva Menasse, née le 11 mai 1970 à Vienne, est une écrivaine et journaliste autrichienne.

## Famille
Eva Menasse nait le 11 mai 1970  à Vienne. Son père le joueur de football Hans Menasse (1930-2022), rescapé du Kindertransport, opération de sauvetage des enfants juifs vers le Royaume-Uni pendant la Shoah. Cette histoire familiale a une influence sur son parcours et son œuvre.
Elle est également la sœur de la biologiste autrichienne Tina Menasse (1975-) et de l'écrivain Robert Menasse.

## Biographie
Durant sa jeunesse, elle étudie la Germanistique et l'Histoire à l'Université de Vienne. Après ses études, elle travaille comme journaliste pour Profil, le magazine d'actualité autrichien, et plus tard pour le Frankfurter Allgemeine Zeitung.
Après plusieurs publications en collaboration avec sa sœur Elisabeth (Tina) et son frère Robert Menasse, ainsi que la publication en 2000 de son reportage sur le procès du négationniste David Irving, Eva Menasse a publié son premier roman Vienna en 2005 chez l'éditeur allemand Kiepenheuer & Witsch. Le roman traduit de l'allemand (Autriche) par Eva Perrot est paru en 2008 aux éditions Folies d'Encre. Elle a publié d'autres romans, un recueil d'essais (2015), deux recueils de nouvelles et une biographie de Heimito von Doderer (2016). Son dernier roman (Les Silences de Dunkelblum) paraît en 2021 et requiert une audience internationale,.
L'autrice soutient l'initiative de la charte des droits fondamentaux digitaux (2016) pour l'Union européenne.
Eva Menasse a été mariée avec l'écrivain allemand Michael Kumpfmüller et a un enfant avec lui. Elle vit et travaille à Berlin et Vienne.

## Œuvres notables
- La Dernière Princesse de conte de fées [« Die letzte Märchenprinzessin »], avec Elisabeth et Robert Menasse, dessins de Gerhard Haderer, trad. de Michel Deutsch, Paris, éditions de L'Arche, 1997, 30 p.  (ISBN 2-85181-400-1)
- Vienna [« Vienna »], trad. de Eva Perrot, Montreuil, France, Éditions Folies d’encre, 2008, 453 p.  (ISBN 978-2-907337-48-9)[7]
- Les Silences de Dunkelblum (Dunkelblum), Éditions Stock, 2024

## Récompenses et distinctions notables
- 2005 : Prix Corine
- 2013 : Prix Heinrich Böll
- 2013 : Prix Gerty Spies
- 2017 : Prix Friedrich Hölderlin
- 2017 : Prix du livre autrichien
- 2014 : Prix de littérature Alpha (de)
- 2019 : Prix littéraire de la ville de Mayence
- 2019 : Prix Ludwig Börne